# Exoneurella tridentata
Exoneurella tridentata là một loài Hymenoptera trong họ Apidae. Loài này được Houston mô tả khoa học năm 1976.

## Hình ảnh

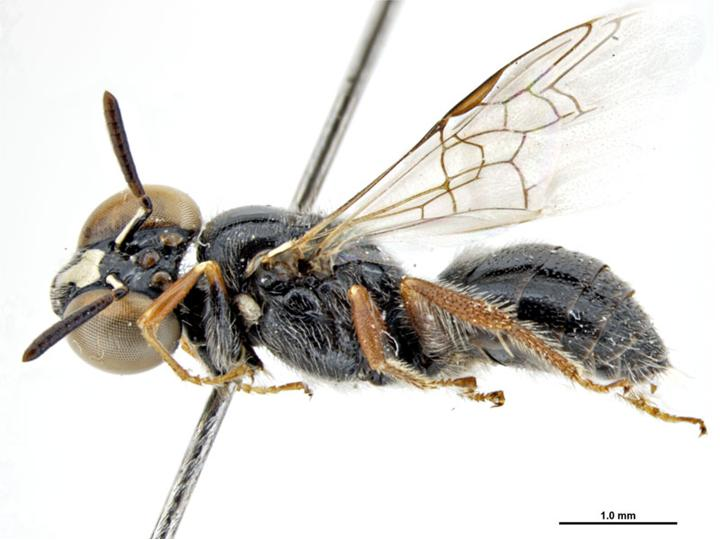